# 北街角
『北街角』（きたまちかど）は、近藤真彦の38作目のシングル。
1993年11月21日発売。発売元はソニー・レコード。

## 解説
近藤の新曲としては、シングルカットを除くと91年以来、2年振りのリリース。
表題曲は、ハウス食品インスタントラーメン『北のラーメン屋さん うまいっしょ』のCMソングに起用（CMには小野寺昭、篠ひろ子、田中義剛が出演）。
当時の各誌インタビュー記事によると、ロックミュージックなどのバンドサウンドが主だったこれまでのシングル作品とまったく違う、演歌調ともいえる歌謡曲を制作することに対し、近藤は当初強い難色を示したという。
2006年1月1日に発売された、歌手デビュー25周年記念商品『マッチ箱 〜25th Anniversary Complete Singles Edition〜』に、B面曲を含めてマキシシングル・サイズで復刻された。CD-BOXのみで、個別販売はしていない。また、2007年2月7日に発売されたベスト・アルバム『MATCHY★BEST II』に、デジタル・リマスタリングが施されて収録された。

## 収録曲
1. 北街角（3分48秒）
作詞：原真弓／作曲・編曲：馬飼野康二
2. 心の旅（4分46秒）
作詞：康珍化／作曲・編曲：馬飼野康二
3. 北街角（オリジナルカラオケ）